# حسانی علوان
حسانی علوان (انگلیسی: Hassani Alwan؛ زادهٔ ۱ ژانویهٔ ۱۹۵۵) بازیکن فوتبال است.
وی همچنین در تیم ملی فوتبال عراق بازی کرده‌است.